# Sisyfos verden
Sisyfos verden er en kortfilm fra 1997 instrueret af Morten Hartz Kaplers efter eget manuskript.

## Handling
Vinder af Close Up's 1. pris 1997. Konkurrencetemaet var: År 2000 og dit syn på det 21. århundrede. En humoristisk og depressiv film om kærlighed, ego-vold og det vestlige samfunds kulturelle fundament. En film for piger, computernørder og dem, som har lyst til at være dyyyybe. "Vi græder og græder indtil dén tåre / der er den tungeste del af et liv / om at falde / fra øjet ned, / bryder frem. Så er vi voksne". (Søren Ulrik Thomsen).